# Tupolev ANT-2
ANT-2 là một loại máy bay kim loại đầu tiên của OKB Tupolev. Nó có thể chở 2 hành khách.

## Tính năng kỹ chiến thuật
Đặc điểm tổng quát
- Kíp lái: 1
- Sức chứa: 2 hành khách
- Chiều dài: 7.50 m (24 ft 7 in)
- Sải cánh: 10.00 m (32 ft 10 in)
- Diện tích cánh: 17.5 m2 (188 ft2)
- Trọng lượng rỗng: 523 kg (1.153 lb)
- Trọng lượng có tải: 836 kg (1.848 lb)
- Powerplant: 1 × Bristol Lucifer, 75 kW (100 hp)

Hiệu suất bay
- Vận tốc cực đại: 170 km/h (106 mph)
- Tầm bay: 425 km (265 dặm)
- Trần bay: 3.300 m (10.800 ft)